# Dos Hermanas
Dos Hermanas (spanisch: zwei Schwestern) ist eine spanische Großstadt in der Provinz Sevilla in der Autonomen Region Andalusien. Geographisch liegt sie in der Senke des Flusses Guadalquivir, 12 km südlich der Provinzhauptstadt Sevilla.
In touristischer Hinsicht bietet die Stadt wenig. International bekannt wurde Dos Hermanas durch das renommierte internationale Schachturnier, das von 1989 bis 2008 hier stattfand.

## Daten
Dos Hermanas hat 140.430 Einwohner (Stand: 2024), deren Zahl, bedingt durch die Nähe zu Sevilla, ständig wächst.
Die Stadtfläche umfasst 159,10 km², bei einer durchschnittlichen Höhe von 42 m über dem Meeresspiegel. Die Jahresdurchschnittstemperatur im sonnigen Klima beträgt 18,7 °C.
Dos Hermanas liegt verkehrstechnisch günstig (Beginn der Autobahn A-4 nach Cádiz, Bahnlinie Madrid – Cádiz) und profitiert von der Infrastruktur Sevillas. Die aufstrebende Industrie hat den früher bestimmenden Oliven- und Orangenanbau längst als wichtigsten Wirtschaftszweig verdrängt.
Bürgermeister der Stadt ist der Sozialist Francisco Toscano Sánchez (PSOE).

## Geschichte
Die Bewohner heißen „Nazarener“ (span. nazarenos) nach den zwei Schwestern Elvira und Estefanía Nazareno, die der Stadt ihren Namen gaben (span. dos hermanas = zwei Schwestern). Der Legende zufolge fanden sie nach der Eroberung Sevillas im Jahre 1248 durch Fernando III. in einer Grotte eine Glocke und ein Bild der Heiligen Anna und gründeten an diesem Ort eine Kirche. Geschichtlich gesichert ist, dass sie die Schwestern von Gonzalo Nazareno waren, dem dieses Gebiet bei der Landverteilung nach der Reconquista zugesprochen wurde.
Dos Hermanas wurde 1404 erstmals urkundlich erwähnt. 1679 wurde es zur Markgrafschaft erhoben (ca. 1.000 Einwohner).
Im Spanischen Bürgerkrieg unterstützten die regionalen Streitkräfte den Militärputsch vom 17. Juli 1936. Direkt nach der Machtübernahme begann das putschende Militär mit der Liquidierung der Opposition. Zum Zeitpunkt des Putsches wurde die Stadt aus einer Koalition von Sozialisten, Kommunisten und Anarchisten regiert. Der Bürgermeister Antonio Muñoz Benítez wurde zusammen mit Ratsmitgliedern der linken Koalition in den frühen Tagen des Putsches liquidiert. Auf dem Friedhof Dos Hermanas befindet sich ein Massengrab mit annähernd 300 Erschossenen. Auf einem Bauernhof in der Nähe der Stadt, in Los Merinales, befand sich eines der größten von Francos Konzentrationslagern, in dem Gefangene der Republikanischen Armee bis zum Ende des Spanischen Bürgerkriegs im Jahr 1939 interniert wurden. Die Gefangenen waren einem brutalen Zwangsarbeits-Regime ausgesetzt. In Bataillone eingeteilt mussten sie einen Stichkanal vom Fluss Guadalquivir errichten. Rund um den Ort Dos Hermanas befanden sich neben dem Lager Los Merinales weitere Lager: Corchuela, Sandy, Torreblanca, Valdezorras und Fuente del Rey.
1937, während des Spanischen Bürgerkrieges, wurden 3000 Hektar der Gemeinde durch ein Staatsdekret dem Stadtbezirk Sevilla zugewiesen. Heute verhandelt Dos Hermanas über die Rückgabe des Gebietes.
Während der 1960er Jahre führte ein Entwicklungsplan zu raschem Bevölkerungswachstum. Am 24. Juli 1975 wurde der Ort zur Stadt ernannt.
| Einwohner | 7.779 | 21.049 | 101.988 | 128.433 | 136.296 |

## Infrastruktur

### Verkehr
Die Stadt ist durch die S-Bahn, die von der staatlichen spanischen Eisenbahngesellschaft RENFE betrieben wird, mit Sevilla verbunden. Die Fahrt vom Bahnhof Dos Hermanas zum Bahnhof San Bernardo in der Innenstadt von Sevilla dauert rund 10 Minuten. 

### Militärflugplatz
Ganz im Westen des Stadtgebietes in El Copero befindet sich ein kleinerer Militärflugplatz der spanischen Heeresflieger (Fuerzas Aeromóviles del Ejército de Tierra, FAMET), die Base El Copero. Hier liegen die Cougar Hubschrauber des Batallón de Helicópteros de Maniobra núm. IV (BHELMA IV).

### Rundfunksender
Auf dem Gebiet der Stadt Dos Hermanas befindet sich südlich des Ortsteils Los Palacios bei 37°12'35"N 5°55'33"W eine Sendeanlage zur Verbreitung des Programms von RNE-1 mit einem 244 Meter hohen abgespannten Sendemast.
Der Sender dieser Anlage, der auf der Frequenz 684 kHz mit einer Sendeleistung von 300 kW betrieben wird, kann in den Nachtstunden auch in Deutschland leicht empfangen werden.

## Schachturnier von Dos Hermanas
Siegerliste des Großmeisterturniers
- 1989 – Julian Hodgson
- 1990 – Leonid Bass und Mark Hebden
- 1991 – Alexander Goldin
- 1992 – Leonid Judassin
- 1993 – Anatoli Karpow
- 1994 – Boris Gelfand
- 1995 – Gata Kamsky, Anatoli Karpow und Michael Adams
- 1996 – Wladimir Kramnik und Wesselin Topalow
- 1997 – Viswanathan Anand und Wladimir Kramnik
- 1999 – Michael Adams
- 2001 – Alexei Drejew und Ilia Smirin
- 2003 – Alexei Drejew und Alexander Rustemow
- 2005 – Teymur Rəcəbov
- 2008 – (Schnellschach) Wesselin Topalow

## Söhne und Töchter der Stadt
- Felipe González (* 1942), Politiker, Ministerpräsident von Spanien (1982–96)
- Rodolfo Bodipo (* 1977), äquatorialguineischer Fußballspieler
- David Rivas (* 1978), Fußballspieler
- Melody, geb. Melodía Ruiz Gutiérrez (* 1990), Sängerin und Komponistin im Bereich des Latin Pop
- Los del Río, spanisches Musikduo, das mit Macarena einen weltweiten Hit hatte